# Liste des ministres ivoiriens des Affaires étrangères
Cet article présente la liste des ministres ivoiriens chargés des Affaires étrangères.
Actuellement, dans le gouvernement Beugré Mambé, la fonction est assumée par Kacou Adom.

## Ministres de plein exercice

### Première République
| Ministre                                          | Ministre                             | Ministre                             | Parti                                | Intitulé                             | Durée                                | Début                                | Fin                                  | Gouvernement                         |
| Présidence de Félix Houphouët-Boigny              | Présidence de Félix Houphouët-Boigny | Présidence de Félix Houphouët-Boigny | Présidence de Félix Houphouët-Boigny | Présidence de Félix Houphouët-Boigny | Présidence de Félix Houphouët-Boigny | Présidence de Félix Houphouët-Boigny | Présidence de Félix Houphouët-Boigny | Présidence de Félix Houphouët-Boigny |
| ------------------------------------------------- | ------------------------------------ | ------------------------------------ | ------------------------------------ | ------------------------------------ | ------------------------------------ | ------------------------------------ | ------------------------------------ | ------------------------------------ |
|                                                   |                                      | Félix Houphouët-Boigny               | PDCI                                 | Ministre des Affaires étrangères     | 5 ans et 18 jours                    | 3 janvier 1961                       | 15 février 1963                      | Houphouët-Boigny I                   |
| Chef de la diplomatie de facto                    | 15 février 1963                      | Félix Houphouët-Boigny               | PDCI                                 | 10 septembre 1963                    | 5 ans et 18 jours                    | Houphouët-Boigny II                  |                                      |                                      |
| Chef de la diplomatie de facto                    | 10 septembre 1963                    | Félix Houphouët-Boigny               | PDCI                                 | 21 janvier 1966                      | 5 ans et 18 jours                    | Houphouët-Boigny III                 |                                      |                                      |
|                                                   |                                      | Arsène Usher Assouan                 | PDCI                                 | Ministre des Affaires étrangères     | 11 ans, 6 mois et 6 jours            | 21 janvier 1966                      | 23 septembre 1968                    | Houphouët-Boigny IV                  |
| 23 septembre 1968                                 | 5 janvier 1970                       | Arsène Usher Assouan                 | PDCI                                 | Ministre des Affaires étrangères     | 11 ans, 6 mois et 6 jours            | Houphouët-Boigny V                   |                                      |                                      |
| 5 janvier 1970                                    | 8 juin 1971                          | Arsène Usher Assouan                 | PDCI                                 | Ministre des Affaires étrangères     | 11 ans, 6 mois et 6 jours            | Houphouët-Boigny VI                  |                                      |                                      |
| 8 juin 1971                                       | 24 juillet 1974                      | Arsène Usher Assouan                 | PDCI                                 | Ministre des Affaires étrangères     | 11 ans, 6 mois et 6 jours            | Houphouët-Boigny VII                 |                                      |                                      |
| 24 juillet 1974                                   | 4 mars 1976                          | Arsène Usher Assouan                 | PDCI                                 | Ministre des Affaires étrangères     | 11 ans, 6 mois et 6 jours            | Houphouët-Boigny VIII                |                                      |                                      |
| 4 mars 1976                                       | 27 juillet 1977                      | Arsène Usher Assouan                 | PDCI                                 | Ministre des Affaires étrangères     | 11 ans, 6 mois et 6 jours            | Houphouët-Boigny IX                  |                                      |                                      |
|                                                   |                                      | Siméon Aké                           | PDCI                                 | Ministre des Affaires étrangères     | 13 ans, 3 mois et 11 jours           | 27 juillet 1977                      | 16 février 1978                      | Houphouët-Boigny X                   |
| 16 février 1978                                   | 2 février 1981                       | Siméon Aké                           | PDCI                                 | Ministre des Affaires étrangères     | 13 ans, 3 mois et 11 jours           | Houphouët-Boigny XI                  |                                      |                                      |
| 2 février 1981                                    | 18 novembre 1983                     | Siméon Aké                           | PDCI                                 | Ministre des Affaires étrangères     | 13 ans, 3 mois et 11 jours           | Houphouët-Boigny XII                 |                                      |                                      |
| 18 novembre 1983                                  | 10 juillet 1986                      | Siméon Aké                           | PDCI                                 | Ministre des Affaires étrangères     | 13 ans, 3 mois et 11 jours           | Houphouët-Boigny XIII                |                                      |                                      |
| 10 juillet 1986                                   | 16 octobre 1989                      | Siméon Aké                           | PDCI                                 | Ministre des Affaires étrangères     | 13 ans, 3 mois et 11 jours           | Houphouët-Boigny XIV                 |                                      |                                      |
| 16 octobre 1989                                   | 7 novembre 1990                      | Siméon Aké                           | PDCI                                 | Ministre des Affaires étrangères     | 13 ans, 3 mois et 11 jours           | Houphouët-Boigny XV                  |                                      |                                      |
|                                                   |                                      | Amara Essy                           | PDCI                                 | Ministre des Affaires étrangères     | 3 ans, 1 mois et 2 jours             | 7 novembre 1990                      | 9 décembre 1993                      | Ouattara                             |
| Présidence d'Henri Konan Bédié                    |                                      |                                      |                                      |                                      |                                      |                                      |                                      |                                      |
|                                                   |                                      | Amara Essy                           | PDCI                                 | Ministre des Affaires étrangères     | 6 ans et 9 jours                     | 15 décembre 1993                     | 22 octobre 1995                      | Duncan I                             |
| 22 octobre 1995                                   | 18 août 1998                         | Amara Essy                           | PDCI                                 | Ministre des Affaires étrangères     | 6 ans et 9 jours                     | Duncan II                            |                                      |                                      |
| Ministre d'État, ministre des Affaires étrangères | 18 août 1998                         | Amara Essy                           | PDCI                                 | 24 décembre 1999                     | 6 ans et 9 jours                     | Duncan III                           |                                      |                                      |
| Présidence de Robert Guéï                         |                                      |                                      |                                      |                                      |                                      |                                      |                                      |                                      |
|                                                   |                                      | Christophe M'Boua                    | Indépendant                          | Ministre des Relations extérieures   | 4 mois et 14 jours                   | 4 janvier 2000                       | 18 mai 2000                          | Guéï                                 |
|                                                   |                                      | Charles Gomis                        | Indépendant                          | Ministre des Relations extérieures   | 5 mois et 12 jours                   | 18 mai 2000                          | 30 octobre 2000                      | Diarra I                             |

### Deuxième République
| Ministre                       | Ministre                     | Ministre                     | Parti                        | Intitulé                                                       | Durée                        | Début                        | Fin                          | Gouvernement                 |
| Présidence de Laurent Gbagbo   | Présidence de Laurent Gbagbo | Présidence de Laurent Gbagbo | Présidence de Laurent Gbagbo | Présidence de Laurent Gbagbo                                   | Présidence de Laurent Gbagbo | Présidence de Laurent Gbagbo | Présidence de Laurent Gbagbo | Présidence de Laurent Gbagbo |
| ------------------------------ | ---------------------------- | ---------------------------- | ---------------------------- | -------------------------------------------------------------- | ---------------------------- | ---------------------------- | ---------------------------- | ---------------------------- |
|                                |                              | Aboudramane Sangaré          | FPI                          | Ministre d'État, ministre des Affaires étrangères              | 2 ans, 3 mois et 11 jours    | 30 octobre 2000              | 10 décembre 2000             | Affi N'Guessan I             |
| 10 décembre 2000               | 5 août 2002                  | Aboudramane Sangaré          | FPI                          | Ministre d'État, ministre des Affaires étrangères              | 2 ans, 3 mois et 11 jours    | Affi N'Guessan II            |                              |                              |
| 5 août 2002                    | 1er octobre 2002             | Aboudramane Sangaré          | FPI                          | Ministre d'État, ministre des Affaires étrangères              | 2 ans, 3 mois et 11 jours    | Affi N'Guessan III           |                              |                              |
| 1er octobre 2002               | 10 février 2003              | Aboudramane Sangaré          | FPI                          | Ministre d'État, ministre des Affaires étrangères              | 2 ans, 3 mois et 11 jours    | Affi N'Guessan IV            |                              |                              |
|                                |                              | Bamba Mamadou                | PDCI                         | Ministre d'État, ministre des Affaires étrangères              | 2 ans, 10 mois et 18 jours   | 10 février 2003              | 28 décembre 2005             | Diarra II                    |
|                                |                              | Youssouf Bakayoko            | PDCI                         | Ministre des Affaires étrangères                               | 4 ans, 1 mois et 26 jours    | 28 décembre 2005             | 16 septembre 2006            | Banny I                      |
| 16 septembre 2006              | 7 avril 2007                 | Youssouf Bakayoko            | PDCI                         | Ministre des Affaires étrangères                               | 4 ans, 1 mois et 26 jours    | Banny II                     |                              |                              |
| 7 avril 2007                   | 23 février 2010              | Youssouf Bakayoko            | PDCI                         | Ministre des Affaires étrangères                               | 4 ans, 1 mois et 26 jours    | Soro I                       |                              |                              |
|                                |                              | Jean-Marie Kacou Gervais     | PDCI                         | Ministre des Affaires étrangères et de l'intégration Africaine | 9 mois et 13 jours           | 23 février 2010              | 6 décembre 2010              | Soro II                      |
|                                |                              | Alcide Djédjé                | FPI                          | Ministre des Affaires étrangères                               | 4 mois et 4 jours            | 7 décembre 2010              | 11 avril 2011                | Aké N'Gbo                    |
| Présidence d'Alassane Ouattara |                              |                              |                              |                                                                |                              |                              |                              |                              |
|                                |                              | Jean-Marie Kacou Gervais     | PDCI                         | Ministre des Affaires étrangères                               | 1 mois et 21 jours           | 11 avril 2011                | 1er juin 2011                | Soro III                     |
|                                |                              | Daniel Kablan Duncan         | PDCI                         | Ministre d'État, ministre des Affaires étrangères              | 1 an, 5 mois et 21 jours     | 1er juin 2011                | 13 mars 2012                 | Soro IV                      |
| 13 mars 2012                   | 22 novembre 2012             | Daniel Kablan Duncan         | PDCI                         | Ministre d'État, ministre des Affaires étrangères              | 1 an, 5 mois et 21 jours     | Ahoussou-Kouadio             |                              |                              |
|                                |                              | Charles Koffi Diby           | PDCI                         | Ministre d'État, ministre des Affaires étrangères              | 3 ans, 1 mois et 22 jours    | 22 novembre 2012             | 13 janvier 2016              | Duncan IV                    |
|                                |                              | Albert Mabri Toikeusse       | UDPCI                        | Ministre des Affaires étrangères                               | 10 mois et 12 jours          | 13 janvier 2016              | 25 novembre 2016             | Duncan V                     |
|                                |                              | Marcel Amon-Tanoh            | PDCI                         | Ministre des Affaires étrangères par intérim                   | 1 mois et 17 jours           | 25 novembre 2016             | 11 janvier 2017              | Duncan V                     |

### Troisième République
| Ministre                         | Ministre                       | Ministre                       | Parti                          | Intitulé                                                                                        | Durée                          | Début                          | Fin                            | Gouvernement                   |
| Présidence d'Alassane Ouattara   | Présidence d'Alassane Ouattara | Présidence d'Alassane Ouattara | Présidence d'Alassane Ouattara | Présidence d'Alassane Ouattara                                                                  | Présidence d'Alassane Ouattara | Présidence d'Alassane Ouattara | Présidence d'Alassane Ouattara | Présidence d'Alassane Ouattara |
| -------------------------------- | ------------------------------ | ------------------------------ | ------------------------------ | ----------------------------------------------------------------------------------------------- | ------------------------------ | ------------------------------ | ------------------------------ | ------------------------------ |
|                                  |                                | Marcel Amon-Tanoh              | PDCI                           | Ministre des Affaires étrangères                                                                | 3 ans, 2 mois et 9 jours       | 11 janvier 2017                | 10 juillet 2018                | Coulibaly I                    |
| 10 juillet 2018                  | 4 septembre 2019               | Marcel Amon-Tanoh              | PDCI                           | Ministre des Affaires étrangères                                                                | 3 ans, 2 mois et 9 jours       | Coulibaly II                   |                                |                                |
| 4 septembre 2019                 | 20 mars 2020                   | Marcel Amon-Tanoh              | PDCI                           | Ministre des Affaires étrangères                                                                | 3 ans, 2 mois et 9 jours       | Coulibaly III/Bakayoko         |                                |                                |
|                                  |                                | Ally Coulibaly                 | RDR                            | Ministre des Affaires étrangères par intérim                                                    | 1 an et 17 jours               | Coulibaly III/Bakayoko         | 20 mars 2020                   | 13 mai 2020                    |
| Ministre des Affaires étrangères | 13 mai 2020                    | Ally Coulibaly                 | RDR                            | 6 avril 2021                                                                                    | 1 an et 17 jours               | Coulibaly III/Bakayoko         |                                |                                |
|                                  |                                | Kandia Camara                  | RDR                            | Ministre d’État, ministre des Affaires étrangères, de l’intégration africaine et de la diaspora | 4 ans, 3 mois et 4 jours       | 6 avril 2021                   | 20 avril 2022                  | Achi I                         |
| 20 avril 2022                    | 6 octobre 2023                 | Kandia Camara                  | RDR                            | Ministre d’État, ministre des Affaires étrangères, de l’intégration africaine et de la diaspora | 4 ans, 3 mois et 4 jours       | Achi II                        |                                |                                |
|                                  |                                | Kacou Adom                     | RHDP                           | Ministre des Affaires étrangères, de l'Intégration africaine et des Ivoiriens de l'extérieur    | 1 an, 8 mois et 23 jours       | 18 octobre 2023                | En fonction                    | Beugré Mambé                   |

## Ministres délégués - secrétaires d'État

### Première République
| Ministre délégué / Secrétaire d'État | Ministre délégué / Secrétaire d'État | Parti                                | Intitulé                                  | Durée                                | Début                                | Fin                                  | Gouvernement                         |
| Présidence de Félix Houphouët-Boigny | Présidence de Félix Houphouët-Boigny | Présidence de Félix Houphouët-Boigny | Présidence de Félix Houphouët-Boigny      | Présidence de Félix Houphouët-Boigny | Présidence de Félix Houphouët-Boigny | Présidence de Félix Houphouët-Boigny | Présidence de Félix Houphouët-Boigny |
| ------------------------------------ | ------------------------------------ | ------------------------------------ | ----------------------------------------- | ------------------------------------ | ------------------------------------ | ------------------------------------ | ------------------------------------ |
|                                      | Camille Alliali                      | PDCI                                 | Ministre délégué aux Affaires étrangères  | 2 ans, 11 mois et 6 jours            | 15 février 1963                      | 10 septembre 1963                    | Houphouët-Boigny II                  |
| 10 septembre 1963                    | Camille Alliali                      | PDCI                                 | Ministre délégué aux Affaires étrangères  | 2 ans, 11 mois et 6 jours            | 21 janvier 1966                      | Houphouët-Boigny III                 |                                      |
|                                      | Clément Kaul Mélèdje                 | PDCI                                 | Secrétaire d'État aux Affaires étrangères | 1 an, 7 mois et 9 jours              | 24 juillet 1974                      | 4 mars 1976                          | Houphouët-Boigny VIII                |
| Présidence d'Henri Konan Bédié       |                                      |                                      |                                           |                                      |                                      |                                      |                                      |
|                                      | Youssoufou Bamba                     | PDCI                                 | Ministre délégué chargé de la Coopération | 1 an, 4 mois et 14 jours             | 18 août 1998                         | 24 décembre 1999                     | Duncan III                           |

### Troisième République
| Ministre délégué               | Ministre délégué               | Ministre délégué               | Parti                          | Intitulé                                                                           | Durée                          | Début                          | Fin                            | Gouvernement                   |
| Présidence d'Alassane Ouattara | Présidence d'Alassane Ouattara | Présidence d'Alassane Ouattara | Présidence d'Alassane Ouattara | Présidence d'Alassane Ouattara                                                     | Présidence d'Alassane Ouattara | Présidence d'Alassane Ouattara | Présidence d'Alassane Ouattara | Présidence d'Alassane Ouattara |
| ------------------------------ | ------------------------------ | ------------------------------ | ------------------------------ | ---------------------------------------------------------------------------------- | ------------------------------ | ------------------------------ | ------------------------------ | ------------------------------ |
|                                |                                | Alcide Djédjé                  | RHDP                           | Ministre délégué chargé de l'Intégration africaine                                 | 1 an et 14 jours               | 6 avril 2021                   | 20 avril 2022                  | Achi I                         |
|                                |                                | Kacou Adom                     | RHDP                           | Ministre délégué                                                                   | 1 an et 6 jours                | 30 septembre 2022              | 6 octobre 2023                 | Achi II                        |
|                                |                                | Wautabouna Ouattara            |                                | Ministre délégué chargé de l'Intégration africaine et des Ivoiriens de l'extérieur | 1 an, 8 mois et 23 jours       | 18 octobre 2023                | En fonction                    | Beugré Mambé                   |

## Observations générales

### Records
- Mandat le plus long : Siméon Aké (13 ans, 3 mois et 11 jours)
- Mandat le plus court : Jean-Marie Kacou Gervais (1 mois et 21 jours)

### Particularités
- Cinq ministres ont occupé le poste de représentant permanent de Côte d'Ivoire auprès des Nations unies : Arsène Usher Assouan, Siméon Aké, Amara Essy, Jean-Marie Kacou Gervais et Alcide Djédjé.
- Quatre ministres (ou ministre délégué) ont occupé le poste d'ambassadeur de Côte d'Ivoire en France : Camille Alliali, Charles Gomis, Jean-Marie Kacou Gervais et Ally Coulibaly.